# Mitragliere (cacciatorpediniere)
Il Mitragliere è stato un cacciatorpediniere della Regia Marina.

## Storia
Una volta in servizio fu assegnato alla XII Squadriglia cacciatorpediniere.
Tra il 12 e il 16 giugno 1942 partecipò alla battaglia di mezzo giugno.
Dal 2 luglio di quell'anno fu dislocato a Navarino insieme ai gemelli Bersagliere, Corazziere e Alpino e agli incrociatori leggeri Garibaldi, Duca d’Aosta e Duca degli Abruzzi che formavano l'VIII Divisione incrociatori, permanendovi per quattro mesi: tale formazione sarebbe dovuta intervenire nel caso che i convogli in navigazione nell'area centroorientale del Mediterraneo venissero attaccati da navi partite dalle basi mediorientali britanniche, ma non ve ne fu mai la necessità.
Svolse varie missioni sulle rotte dei convogli.
Il 26 novembre 1942 scortò a Biserta le motonavi Città di Napoli e Città di Tunisi.
Il 10 dicembre effettuò una missione di trasporto truppe da Trapani a Biserta.
Il 9 agosto 1943 salpò da La Spezia con i cacciatorpediniere Gioberti e Carabiniere, di scorta alla VIII Divisione (incrociatori leggeri Garibaldi e Duca d'Aosta) diretta a Genova. Alle 18:24 la formazione fu avvistata al largo di Punta Mesco dal sommergibile britannico Simoon, che lanciò quattro siluri contro il Garibaldi; questi riuscì di evitarli con la manovra, e lo stesso fece il Mitragliere, mentre il Gioberti fu colpito e affondò spezzato in due. 

### Armistizio e internamento alle Baleari
Alla proclamazione dell'armistizio dell'8 settembre, la nave si trovava presso la base di La Spezia da dove, al comando del capitano di vascello Giuseppe Marini, salpò alle 03:00 del mattino del 9 settembre con il resto delle unità presenti nella base, per ottemperare le clausole che riguardavano la flotta, che prevedevano il trasferimento immediato delle navi italiane in località che sarebbero state designate dal Comandante in Capo alleato, dove le navi italiane sarebbero rimaste in attesa di conoscere il proprio destino.
La formazione navale salpò con destinazione l'isola della Maddalena, dove tutto era pronto per l'ormeggio delle navi e dove si sarebbero trovati il re Vittorio Emanuele III e il governo, con le navi da battaglia Roma con l'insegna dell'ammiraglio Bergamini, Vittorio Veneto e Italia che costituivano la IX Divisione, con gli incrociatori Montecuccoli, Eugenio di Savoia e Attilio Regolo, che in quel momento costituivano la VII Divisione, i cacciatorpediniere, Fuciliere, Carabiniere e Velite che con il Mitragliere costituivano la XII Squadriglia, i cacciatorpediniere Legionario, Oriani, Artigliere e Grecale della XIV Squadriglia e una Squadriglia di torpediniere formata da Pegaso, Orsa, Orione, Ardimentoso e Impetuoso, nave insegna della squadriglia. L'incrociatore Attilio Regolo inoltre fungeva da nave comando del gruppo dei cacciatorpediniere, con insegna del capitano di vascello Franco Garofalo, il quale tuttavia, a causa di un ritardo nell'approntamento del Regolo venne autorizzato da Bergamini a imbarcare sull'Italia.
La formazione, circa tre ore dopo la partenza, si ricongiunse con il gruppo navale proveniente da Genova, formato dalle unità della VIII Divisione, costituita da Garibaldi, Duca d'Aosta e Duca degli Abruzzi, nave insegna dell'ammiraglio Luigi Biancheri, preceduti dalla torpediniera Libra, al cui comando c'era il capitano di corvetta Nicola Riccardi. Dopo il ricongiungimento delle due formazioni navali, per ottenere una omogeneità nelle caratteristiche degli incrociatori, il Duca d'Aosta passò dalla VIII alla VII Divisione, sostituendo l'Attilio Regolo che passò alle dipendenze della VIII Divisione.
La formazione navale, passata tra Imperia e Capo Corso, puntò a sud, mantenendosi a una ventina di chilometri dalle coste occidentali della Corsica, quindi le unità si diressero verso est in direzione delle Bocche di Bonifacio. Durante la navigazione vi furono tre allarmi aerei, in occasione dei quali le navi si misero a zigzagare. All'imboccatura delle Bocche di Bonifacio, all'altezza di Capo Testa, la squadra si dispose in linea di fila, con in testa le sei torpediniere, quindi i sei incrociatori seguiti dalle tre corazzate e infine gli otto cacciatorpediniere.
Pur avendo l'ammiraglio Bergamini richiesto una scorta aerea, quasi tutte le squadriglie da caccia in Sardegna e Corsica erano in trasferimento verso Roma, e solo quattro Macchi M.C.202 decollarono da Vena Fiorita, un aeroporto militare ora dismesso vicino a Olbia, per la scorta, ma non essendo stato indicato che la flotta navigava a ovest e non a est della Corsica, la cercarono senza esito per oltre un'ora. Tra le 14:30 e le 14:45, quando la flotta stava per giungere al punto più stretto delle Bocche di Bonifacio, l'ammiraglio Bergamini ricevette da Supermarina un messaggio con il quale si comunicava che La Maddalena era stata occupata dai tedeschi e gli venne ordinato di cambiare rotta e dirigersi verso Bona in Algeria. Bergamini ordinò di invertire subito la rotta di 180° e dopo che la manovra venne eseguita a velocità elevata l'ordine della linea di fila si trovò a essere esattamente opposto a quello precedente, con i cacciatorpediniere in testa e le torpediniere in coda.
Durante la giornata, aerei tedeschi avevano eseguito senza successo un attacco sulla formazione italiana, con uno sgancio in picchiata, e un ricognitore Ju-88 aveva già avvistato, intorno alle 10:50, la flotta e segnalato che faceva rotta in direzione dell'Asinara.
Alle 15:15 del 9 settembre, tuttavia, la formazione fu attaccata da bombardieri Dornier Do 217 tedeschi: dapprima fu leggermente danneggiata la corazzata Italia da una bomba caduta vicino allo scafo, poi, alle 15:42, la corazzata Roma fu raggiunta da una bomba-razzo che, perforati tutti i ponti, scoppiò sotto la chiglia provocando gravi danni tra i quali una falla nello scafo, danni alle artiglierie contraeree e un locale macchine fuori uso (con riduzione della velocità a 16 nodi; dieci minuti più tardi la stessa nave fu centrata da una seconda bomba in corrispondenza di un deposito munizioni: devastata da una colossale deflagrazione, la Roma si capovolse e affondò, spezzandosi in due, in 19 minuti, portando con sé 1393 uomini. Senza attendere ordini Mitragliere e Carabiniere invertirono immediatamente la rotta per recuperare i superstiti, seguiti da Regolo e Fuciliere. A queste unità si aggiunsero le torpediniere Pegaso, Orsa e Impetuoso. Per il soccorso ai naufraghi tutti gli ordini vennero emanati già alcuni minuti prima dell'affondamento della corazzata Roma e alle 16:07 per i soccorsi vennero distaccatii due gruppi navali: uno costituito dall'incrociatore Attilio Regolo e da tre unità della XII Squadriglia Cacciatorpediniere: Mitragliere,) Carabiniere e Fuciliere; l'altro includeva tre torpediniere: Pegaso, Impetuoso e Orsa. Il primo gruppo era posto agli ordini del capitano di vascello Giuseppe Marini, mentre la squadriglia torpediniere era comandata dal capitano di fregata Riccardo Imperiali di Francavilla, comandante del Pegaso. Ben 1352 marinai del Roma persero la vita. I naufraghi, recuperati dalle unità navali inviate in loro soccorso, furono 622, di cui 503 salvati dai tre cacciatorpediniere, 17 dall'Attilio Regolo e 102 dalle tre torpediniere Orsa, Pegaso e Impetuoso. 
A prendere il comando della flotta, dopo l'affondamento della corazzata Roma, fu l'ammiraglio Oliva, il più anziano tra gli ammiragli della formazione e comandante della VII Divisione con insegna sull'Eugenio di Savoia, e mentre le sette navi si erano fermate a recuperare i morti e i feriti dell'ammiraglia, il resto della squadra proseguì la navigazione dirigendo verso Bona, dove al largo ad attenderla c'erano navi inglesi, che scortarono le unità italiane verso Malta, destinazione scelta dagli Alleati, dove la formazione si sarebbe ricongiunta con il gruppo proveniente da Taranto guidato dall'ammiraglio Da Zara.
Il recupero dei naufraghi si concluse poco prima delle 18:00. 
Giuseppe Marini, comandante del Mitragliere, caposquadriglia della XII squadriglia, tenuto conto dei molti feriti gravi a bordo, avendo perso i contatti con la formazione al comando dell'ammiraglio Oliva, che non dava risposta ai suoi messaggi, richiese al Regolo, nave comando del gruppo cacciatorpediniere di squadra, l'autorizzazione a dirigere ad alta velocità verso Livorno, ma venne informato dal comandante del Regolo, il capitano di fregata Marco Notarbartolo di Sciara, che il comandante del gruppo cacciatorpediniere di squadra, capitano di vascello Franco Garofalo, non era a bordo in quanto era stato autorizzato da Bergamini a imbarcarsi sulla corazzata Italia, a causa di un piccolo ritardo nell'approntamento del Regolo, ma la sua insegna era rimasta sul Regolo e a quel punto il comandante superiore in mare del gruppo delle sette navi, come ufficiale più anziano, era proprio Marini, che si trovava all'improvviso a dover prendere delle decisioni, sprovvisto delle informazioni utili a questo scopo.
Il gruppo si trovava nella impossibilità di mettersi in contatto con la formazione al comando dell'ammiraglio Oliva e con Supermarina, senza ricevere alcune risposta ai messaggi; inoltre l'intercettazione di alcuni messaggi di Supermarina dimostravano l'impossibilità di rientrare in porti italiani per sbarcare i feriti che avevano urgente bisogno di cure ospedaliere per cui era a quel punto necessario raggiungere le coste neutrali più vicine per lo sbarco dei feriti che non era possibile curare a bordo a causa della gravità delle loro condizioni e inoltre le navi avevano ormai una ridotta autonomia a causa della riduzione delle scorte di nafta.
Marini diede alle torpediniere libertà di manovra sotto il comando del capitano di fregata Riccardo Imperiali, comandante del Pegaso, assumendo il comando del resto della formazione composta dal Regolo e dai tre cacciatorpediniere. Marini decise di dirigere la propria formazione verso le isole Baleari, considerato che la Spagna era neutrale, sperando che avrebbe consentito lo sbarco dei feriti e fornito i necessari rifornimenti di carburante e acqua potabile, senza procedere all'internamento delle navi; le Baleari avevano anche il vantaggio di essere in posizione centrale rispetto a eventuali successivi spostamenti verso l'Italia, Tolone o l'Africa settentrionale. 
Le tre torpediniere al comando del capitano di fregata Imperiali lungo la rotta furono ripetutamente attaccate da aerei tedeschi, e perso ogni contatto con le altre navi, anche questo gruppo decise di dirigersi autonomamente verso le Baleari giungendo nel mattino del 10 settembre nella baia di Pollensa, nell'isola di Maiorca.
Marini alle 7:10 del 10 settembre inviò un messaggio alla VII Divisione Incrociatori in cui informò che avrebbe fatto rotta per Mahón, nell'isola di Minorca, dove le altre unità giunsero alle 08:30. sbarcando i naufraghi della Roma.
Il giorno 11 settembre Mitragliere, Fuciliere, Carabiniere e Regolo vennero internati nella rada di Porto Mahón, ove rimasero sino al 21 gennaio 1945, quando poterono rientrare in Italia e analoga sorte ebbe l’Orsa, mentre Pegaso e Impetuoso preferirono autoaffondarsi.

### Comandanti
Capitano di fregata Silvio Garino (nato a Cairo Montenotte il 14 luglio 1901) (4 dicembre 1941 - 5 ottobre 1942)
Capitano di vascello Giuseppe Marini di Buxalca (nato a Trapani il 28 aprile 1899) (6 ottobre 1942 - ottobre 1945)

### La cessione alla Francia
Finita la guerra, il trattato di pace previde l'assegnazione del Mitragliere alla Francia come risarcimento dei danni di guerra.
Il 15 luglio 1948 il Mitragliere fu ceduto con la sigla M 2, alla Marine Nationale dove venne ribattezzato Jurien de la Graviere. Radiato nel 1956, fu avviato alla demolizione.